# HMS Erebus (1826)
L'HMS Erebus era una bombarda dissenyada per Sir Henry Peake i construïda per a la Royal Navy a Pembroke Dock, País de Gal·les, el 1826. El vaixell porta el nom de la regió fosca de l'Hades de la mitologia grega anomenada èreb. El vaixell, de 372 tones estava armat amb dos morters, un de 330 mm i l'altre de 250 mm, així com 10 canons.

## Expedició de Ross
Després de dos anys de servei pel mar Mediterrani, l'Erebus fou reconvertit per tal de donar servei en l'exploració de l'Antàrtida. El 21 de novembre de 1840, capitanejat per James Clark Ross, va salpar de Tasmània per dirigir-se cap a l'Antàrtida en companyia del Terror. El gener de 1841 la tripulació dels dos vaixells va desembarcar a la Terra de Victòria i va procedir a posar nom a les terres properes amb el nom de polítics, científics i gent coneguda del Regne Unit. El mont Erebus, a l'illa de Ross, es posà en record del vaixell.
Llavors van descobrir la barrera de gel de Ross, que no pogueren penetrar, i van seguir cap a l'est fins que el mal temps els va obligar a tornar a Tasmània. L'any següent, el 1842, Ross va continuar l'exploració de la "Gran Barrera de Gel", com se l'anomenava, sense deixar de seguir-la cap a l'est. Els dos vaixells van anar a les Illes Malvines abans de tornar a l'Antàrtida durant la temporada 1842-1843. Les naus realitzaren estudis en magnetisme, i van tornar amb dades oceanogràfiques i col·leccions de botànica i ornitològica. Les aus recollides en la primera expedició van ser descrites i il·lustrades per George Robert Gray i Richard Bowdler Sharpe a The Zoology of the Voyage of HMS Erebus & HMS Terror. Birds of New Zealand., 1875. The revised edition of Gray (1846) (1875).

## Expedició de Franklin
Pel seu següent viatge, en aquesta ocasió a l'Àrtida, i sota el comandament de Sir John Franklin, l'Erebus i el Terror van ser equipats amb els últims avenços tècnics en nàutica. Els components de la màquina de vapor de l'Erebus van arribar de Greenwich i Londres per ferrocarril i els del Terror, procedents probablement de Londres i Birmingham, ho feren de la mateixa manera. Aquests motors permetien als vaixells navegar pels seus propis mitjans a una velocitat de 7,4 km/h. Altres avenços tecnològics incloïen reforços fets amb bigues arquejades i plaques de ferro, i un dispositiu intern de calefacció per vapor. A més, les hèlixs portaven proteccions de ferro per evitar que es danyessin amb el gel.
Sir John Franklin va navegar a bord de l'Erebus, mentre el Terror anava a les ordres de Francis Crozier. A l'expedició se li encarregà recollir dades sobre el magnetisme a l'Àrtic canadenc i completar la travessia del Pas del Nord-oest, que ja havia estat traçat d'est a oest, però mai havia pogut ésser navegat completament.
Les naus van ser vistes per última vegada entrant a la badia de Baffin l'agost de 1845. La desaparició de l'expedició Franklin va desencadenar una recerca massiva a l'Àrtida, però no serà fins al 1854, quan John Rae, mentre explorava la Península de Boothia per la Companyia de la Badia de Hudson (HBC), va trobar un inuit prop de Pelly Bay que li va explicar que un grup de trenta-cinc o quaranta homes havien mort de fam prop de la desembocadura del riu Back. Expedicions posteriors van confirmar aquestes informacions.
Ambdós vaixells van quedar bloquejats pel gel i havien estat abandonats per la seva tripulació, un total de 130 homes, que posteriorment van morir per culpa de la hipotèrmia, l'escorbut i la fam en intentar arribar a zones més meridionals. També es parlava de casos de canibalisme entre els mateixos mariners.
A finals del segle XX l'estudi dels objectes i restes humanes de l'illa del Rei Guillem i de l'illa Beechey van mostrar que a l'illa Beechey el més probable és que els tripulants morissin de pneumònia, i potser també per tuberculosi. Els informes toxicològics apunten a un enverinament per plom com a possible factor coadjuvant. Entre les possibles causes d'aquest enverinament estaven les soldadures de plom de les llaunes de conserves, els envasos d'altres aliments revestits amb plom, els colorants alimentaris, el tabac, les vaixelles de peltre i els blens de les espelmes amb plom. Alhora es van trobar marques de tall de ganivet als ossos d'alguns dels tripulants i es van interpretar com a signes de canibalisme.
Les restes dels vaixells encara no han estat localitzades, tot i els intents del govern canadenc per fer-ho.